# D.A.N.C.E.
D.A.N.C.E. è un singolo del gruppo musicale francese Justice, pubblicato il 30 aprile 2007 come terzo estratto dal primo album in studio †. La canzone è composta da un meshup di varie canzoni dei Jackson 5, come ABC etc.

## Tracce
- 7"

1. D.A.N.C.E.
2. B.E.A.T.

- 12"

1. D.A.N.C.E. (radio edit)
2. B.E.A.T. (extended)
3. D.A.N.C.E. (extended)
4. Phantom

- Remixed 12"

1. D.A.N.C.E. (radio edit)
2. D.A.N.C.E. (Stuart Price remix)
3. D.A.N.C.E. (Jackson remix)
4. D.A.N.C.E. (MSTRKRFT remix)
5. D.A.N.C.E. (live version)
6. D.A.N.C.E. (Alan Braxe and Fred Falke remix)